# Kishiwada
Kishiwada (岸和田市, Kishiwada-shi) és una ciutat i municipi de la prefectura d'Osaka, al Japó. És l'onzena ciutat en població de la prefectura d'Osaka i la més poblada de la sub-regió de Sennan, actuant com a capital de facto d'aquesta.

## Geografia
Kishiwada es troba al sud-oest de la prefectura d'Osaka al nord de la zona de Sennan i dins de l'antiga província d'Izumi. El terme municipal de Kishiwada, el qual disposa de línia de mar, limita al nord amb la badia d'Osaka; al sud amb el municipi de Katsuragi, a la prefectura de Wakayama; a l'oest amb la ciutat de Kaizuka i a l'est amb Tadaoka al districte de Senboku i amb Izumi.

## Història

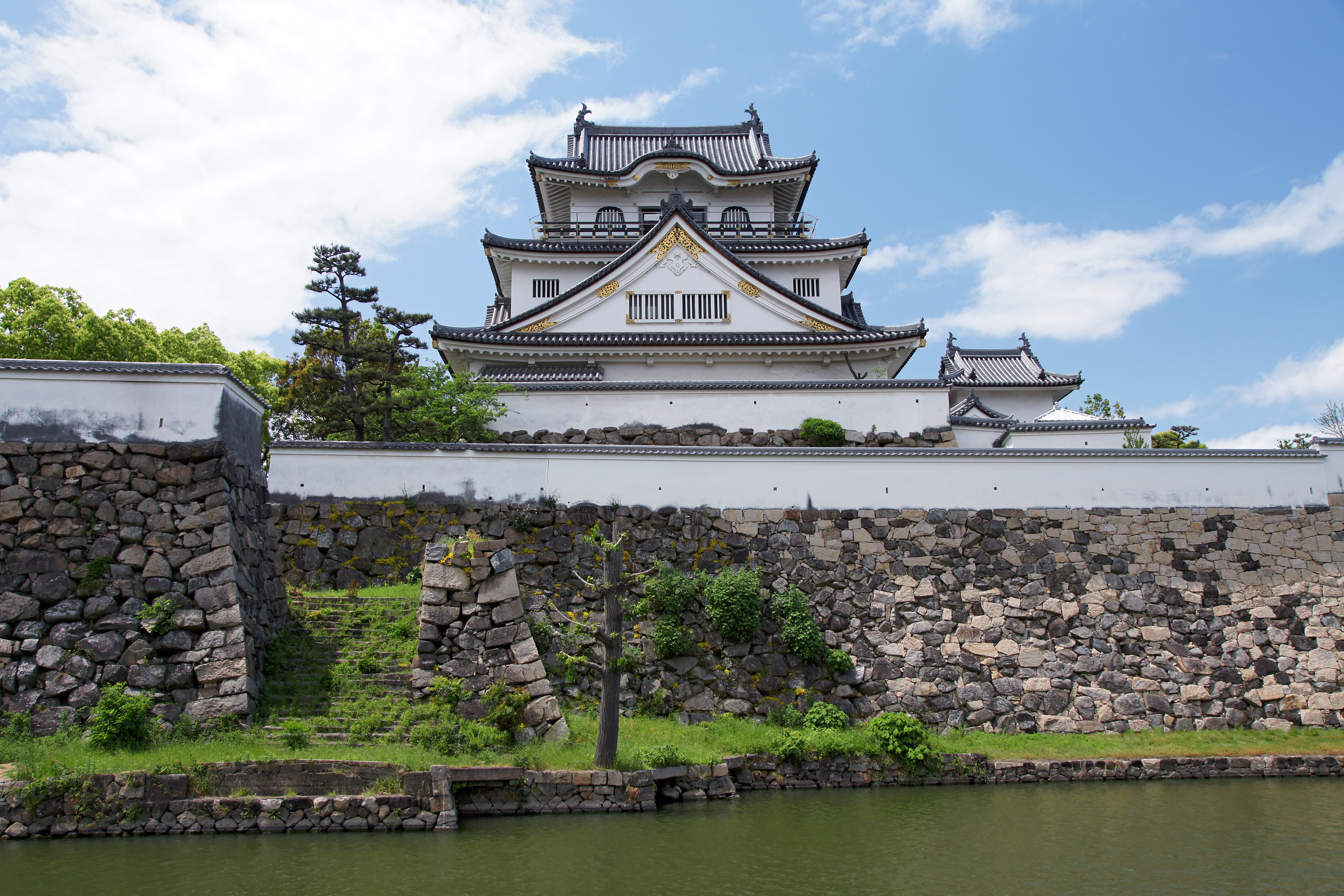
Castell de Kishiwada

Els testimonis més antics a la zona són la tomba imperial de Mayuyama. La història més popular sobre la fundació de Kishiwada prové del segle xiv. Durant el període Nanboku-chō (1336-1392) el general Takaie Wada, del clan de Kusunoki Masashige fou enviat a la zona llavors coneguda com a Kishi, a la província d'Izumi per a prendre possessió del càrrec de magistrat. Wada va renomenar la zona amb el nom de Kishi no Wadadono que vol dir "Kishi del senyor Wada" i que donaria nom a l'actual ciutat, Kishiwada.
La ciutat va ser funda en el seu estatus legal actual l'1 de novembre de 1922.

## Política

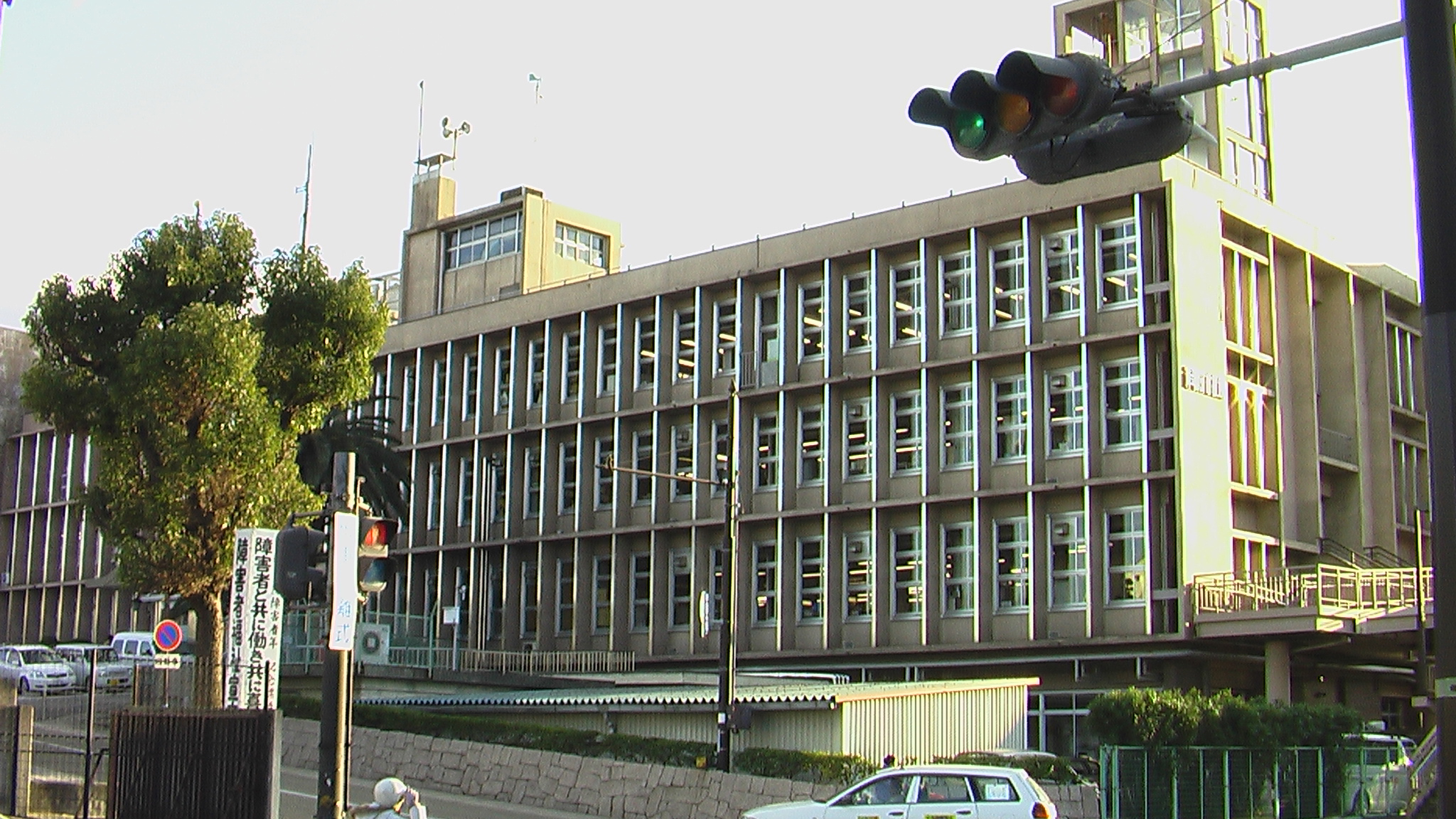
Edifici de l'ajuntament de Kishiwada

### Assemblea municipal
La composició del ple municipal de Suita és la següent:
| Partit | Partit                               | Partit | Regidors |
| ------ | ------------------------------------ | ------ | -------- |
|        | Kōmeitō                              | KMT    | 6 / 26   |
|        | Partit Liberal Democràtic            | PLD    | 6 / 26   |
|        | Partit Comunista del Japó            | PCJ    | 5 / 26   |
|        | Associació de la Restauració d'Osaka | PRO    | 2 / 26   |
|        | Independents                         |        | 7 / 26   |
|        | Escons vacants                       |        | 0 / 26   |

### Alcaldes
| Període   | Alcalde            | Partit  |
| --------- | ------------------ | ------- |
| 1923-1930 | Fumiki Funaki      | Ind     |
| 1930-1933 | Toyomitsu Isaka    | Ind.    |
| 1933-1936 | Shōichi Kawasaki   | Ind.    |
| 1937-1940 | Yonekichi Takezaki | Ind.    |
| 1940-1942 | Rikichi Terada     | ASRI    |
| 1942-1943 | Jinkichi Terada    | ASRI    |
| 1943-1946 | Tarō Fukumoto      | ASRI    |
| 1946      | Koichi Kojima      | Ind.    |
| 1947-1952 | Ichirō Mōri        | Ind.    |
| 1952-1961 | Tarō Fukumoto      | Ind.    |
| 1961-1973 | Yonetarō Nakazawa  | Ind.    |
| 1973-2005 | Noboru Hara        | PSJ-PCJ |
| 2005-2013 | Kiyoshi Noguchi    | Ind.    |
| 2013-2018 | Yoshinori Shigi    | Ind.    |
| 2018-     | Kōhei Nagano       | PRO     |